# 元裕哲

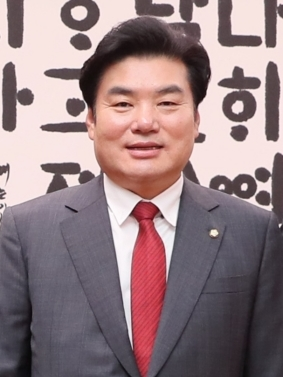
2020年

元 裕哲（ウォン・ユチョル、朝鮮語: 원유철、1962年9月26日 - ）は、大韓民国の政治家。第3代京畿道議会議員、第15・16・18・19・20代韓国国会議員などを歴任した。
本貫は原州元氏。カトリック教徒。

## 経歴
京畿道平沢郡（松炭市を経て現・平沢市）出身。水城高等学校、高麗大学校哲学科・政外科卒。同校政策科学大学院修了。1991年に28歳の若さで第3代京畿道議会議員に当選した後、1996年の第15代総選挙では平沢甲選挙区から無所属で出馬し、金永光らを破って国会議員に初当選した。その後は国会行政自治委員会幹事・政治改革特別委員会幹事・人事聴聞特別委員会幹事、国会地方自治フォーラム21会長、新韓国党副スポークスパーソン、国民新党第1事務副総長、新千年民主党第1政調委員会副委員長を歴任した。2004年の第17代総選挙では盧武鉉大統領弾劾波動の逆風を受けて落選した。
その後は保守政党に復帰し、金文洙京畿道知事の下で京畿道政務副知事を務めた後に国会に帰り、第18代国会独島領土守護対策特別委員会委員長・国防委員会委員長、韓・ブルガリア議員親善協会会長、ハンナラ党第1政策調整委員長・京畿道党委員長・党憲党規改正特別委員会委員・京畿道党公認審査委員会委員長、セヌリ党在外国民委員会委員長・北核安保戦略特別委員会委員長・政策委員会議長・院内代表・代表最高委員権限代理を務めた。セヌリ党内では親朴（槿恵）でも非朴でもない無派閥で、劉承旼と行動を共にしたことが多かったが、朴槿恵弾劾政局の時になると親朴9人会の1人として振る舞った。
2017年の大統領選挙では安相洙と共に出馬宣言をした。その後は2020年の第21代総選挙で不出馬宣言をしたものの、未来統合党の衛星政党である未来韓国党の代表職を引き受けた。後述の裁判での実刑判決と収監を経て、2023年5月には平沢市民会会長となった。

## エピソード
囲碁はアマチュア5段の腕前である。
元均は一族の先祖で、その墓所と祠堂も平沢市内にある。元本人は元均の再評価に期待感を示した。
韓国の国際競争力を高める方策として、韓国の鉄道を韓中海底トンネル・韓日海底トンネルを通じてユーラシア大陸の鉄道とリンクさせ、韓国を物流の中枢とする「ユーラシア・グレート・ロード」というものを考案し、大統領選挙の代表公約としても打ち出した。
1996年の第15代総選挙では2番目に若い当選者であった。また、その時は3千人以上が自発的にボランティアを務めた。選挙初日の3月26日だけで、1200人以上が元の選挙事務所を訪れ、ボランティアとして登録した。
2016年1月、北朝鮮の第4次核試験を受け、元が院内代表を務めていたセヌリ党指導部は対抗措置として核武装論を提出した。特に元は2016年2月15日の院内交渉団体の代表演説で、党論として自衛レベルの核武装の必要性を力説し、核武装論を公式に提起した。
第21代総選挙では保守政党が惨敗したものの、未来韓国党代表としては比例代表第1党の成績を獲得した。なお、元は一時期、未来統合党との再統合ではなく、未来韓国党で独自の院内交渉団体を作る路線も模索した。

## 不祥事
2017年1月、元の補佐官を長年務めてきた人物は2012年ごろから企業が提供した現金などを受け取った疑いにより、懲役1年6か月、追徴金5500万ウォンの刑を宣告された。なお、元本人も取調べを受けたが、関与する証拠が見つからなかった。
しかし、その後の調査では一転共謀や関与の形跡が見つかり、不法政治資金を受け取り、さらに不正支出をした疑いにより起訴された。一審では懲役10か月、罰金90万ウォンを宣告されたが、二審では業者に産業銀行のローンを斡旋したことも有罪だと見なされ、追加で懲役1年6か月、追徴金5000万ウォンと宣告された。
2021年7月、大法院の判決により刑が確定されると、公職選挙法の規定により5年間の被選挙権が剥奪された。その後は収監されたが、2022年11月30日に仮釈放で出所した。